# Lubraniec (gromada)
Lubraniec – dawna gromada, czyli najmniejsza jednostka podziału terytorialnego Polskiej Rzeczypospolitej Ludowej w latach 1954–1972.
Gromady, z gromadzkimi radami narodowymi (GRN) jako organami władzy najniższego stopnia na wsi, funkcjonowały od reformy reorganizującej administrację wiejską przeprowadzonej jesienią 1954 do momentu ich zniesienia z dniem 1 stycznia 1973, tym samym wypierając organizację gminną w latach 1954–1972.
Gromadę Lubraniec z siedzibą GRN w mieście Lubrańcu (nie wchodzącym w jej skład) utworzono – jako jedną z 8759 gromad na obszarze Polski – w powiecie włocławskim w woj. bydgoskim, na mocy uchwały nr 24/17 WRN w Bydgoszczy z dnia 5 października 1954. W skład jednostki weszły obszary dotychczasowych gromad Biernatki, Dobierzyn, Lubraniec Majątek, Lubrańczyk, Kolonia Piaski, Redecz Kalny i Redecz Wielki oraz wieś i folwark Turowo z dotychczasowej gromady Turowo ze zniesionej gminy Piaski w tymże powiecie. Dla gromady ustalono 23 członków gromadzkiej rady narodowej.
31 grudnia 1959 do gromady Lubraniec włączono:
- wsie Bielawy, Kazanie i Krowice oraz miejscowości Kazanie Kolonia, Krowice Folwark, Rozkosz Towarzystwo i Rozkosz Osada ze zniesionej gromady Bielawy,
- wsie Dąbie Kujawskie, Annowo, Bodzanowo i Bodzanowo Nowe, miejscowości Annowo-Władysławowo, Dąbek, Pańkowo i Agnieszkowo-Stefanowo oraz kolonie Agnieszkowo i Gallowo ze zniesionej gromady Dąbie Kujawskie,
- a także wieś Koniec, osadę Koniec i kolonię Kwilno-Koniec ze zniesionej gromady Sułkowo, w tymże powiecie[8];
- z gromady Lubraniec do miasta Lubrańca (w tymże powiecie) włączono natomiast obszar gruntów o powierzchni 44,50 ha, położony przy wschodniej granicy miasta[9].

1 stycznia 1969 do gromady Lubraniec włączono grunty rolne o powierzchni ogólnej 238,00 ha z miasta Lubraniec w tymże powiecie, obszar zniesionej gromady Kłobia oraz sołectwa Dąbie Parcele i Dąbie Poduchowne ze zniesionej gromady Kąkowa Wola – w tymże powiecie.
1 stycznia 1972 gromadę Lubraniec połączono z gromadą Zgłowiączka, tworząc z ich obszarów gromadę Lubraniec z siedzibą Gromadzkiej Rady Narodowej w Lubrańcu w tymże powiecie (de facto gromadę Zgłowiączka zniesiono, włączając jej obszar do gromady Lubraniec).
Gromada przetrwała do końca 1972 roku, czyli do kolejnej reformy gminnej. 1 stycznia 1973 w powiecie włocławskim utworzono gminę Lubraniec.